# 하렘 캠프!
하렘 캠프!(ハーレムきゃんぷっ！)는 YUUKI HB의 일본 만화 시리즈이다. 2021년 6월부터 슈세이샤의 스크리모 웹사이트를 통해 온라인으로 연재되었다. 디지털 단행본 3권으로 수집되었다. 스튜디오 호키보시가 제작한 애니메이션 TV 시리즈는 2022년 10월부터 12월까지 방영되었다.